# Élections législatives biélorusses de 2008
Des élections législatives eurent lieu en Biélorussie le 28 septembre 2008. Il s'agissait d'élire les cent-dix députés de la Chambre des représentants. 276 candidats étaient initialement en liste, ayant reçu l'approbation officielle nécessaire pour participer. 84 autres candidats avaient vu leur demande d'inscription rejetée. Finalement, le nombre de candidats fut réduit à 263 peu avant l'élection.
925 observateurs internationaux, dont 450 de l'OSCE, venus de 43 pays, observèrent la tenue des élections,. Le rapport de l'OSCE, après la tenue de l'élection, affirma que celle-ci avait été « en deçà des normes internationales », indiquant que « [l]es promesses de transparence pendant le dépouillement n'ont pas été tenues » et qu’il y avait eu « plusieurs cas de falsification délibérée des résultats ».
Selon la commission électorale, le taux de participation fut de 75 %.

## Résultats
| Parti                                                 | Nombre de députés  | Nombre de députés      |
| Parti                                                 | Candidats désignés | Nombre de députés élus |
| ----------------------------------------------------- | ------------------ | ---------------------- |
| Parti libéral-démocrate                               | 7                  | 0                      |
| Parti civique unifié                                  | 13                 | 0                      |
| Parti FPB                                             | 4                  | 0                      |
| Parti communiste du Bélarus                           | 15                 | 6                      |
| Biélorusse Parti de gauche « Foire mondiale »         | 9                  | 0                      |
| Parti social-démocrate biélorusse (Hramada)           | 5                  | 0                      |
| Parti républicain du Travail et de la Justice         | 4                  | 0                      |
| Parti patriotique biélorusse                          | 0                  | 0                      |
| Parti biélorusse "vert"                               | 0                  | 0                      |
| Parti chrétien conservateur - FPB                     | 0                  | 0                      |
| Parti « Hramada social biélorusse démocratique»       | 0                  | 0                      |
| Parti social-démocrate Accord populaire               | 0                  | 0                      |
| Parti républicain                                     | 1                  | 0                      |
| Parti agraire                                         | 1                  | 1                      |
| Parti social biélorusse et des sports                 | 0                  | 0                      |
| Le Parti de la liberté et le progrès                  | 0                  | 0                      |
| Parti de la Démocratie chrétienne bélarussienne       | 0                  | 0                      |
| Parti biélorusse des travailleurs                     | 0                  | 0                      |
| Parti social-démocrate biélorusse (Narodnaya Gramada) | 0                  | 0                      |

D'après les résultats officiels, les partis d'opposition ne remportèrent pas le moindre siège. Alexandre Loukachenko ironisa en déclarant que la Biélorussie n'avait pas besoin d'une opposition. Anatoly Lebedko, dirigeant du Parti citoyen uni, dénonça une « farce électorale ».